# Lauterecken
Lauterecken é uma cidade da Alemanha localizada no distrito de Kusel, estado da Renânia-Palatinado.
É membro e sede do Verbandsgemeinde de Lauterecken.